# Juan Alberto Merlos Toledo
Juan Alberto Merlos Toledo   (Mar del Plata, 25 de maig de 1945 - 19 de juny de 2021) va ser un ciclista argentí que s'especialitzà en el ciclisme en pista, on va guanyar una medalla de plata als Campionat del món de Persecució per equips de 1968. Va participar en els Jocs Olímpics de 1964 i 1968.

## Palmarès en pista
- 1964
  -  Campió de l'Argentina en persecució
- 1965
  -  Campió de l'Argentina en persecució
- 1967
  -  Campió de l'Argentina en persecució
- 1968
  -  Campió de l'Argentina en persecució
- 1969
  -  Campió de l'Argentina en persecució
- 1974
  -  Campió de l'Argentina en persecució